# Lepturus pilgerianus
Lepturus pilgerianus är en gräsart som beskrevs av I.Hansen och Eva Hedwig Ingeborg Potztal. Lepturus pilgerianus ingår i släktet Lepturus och familjen gräs. Inga underarter finns listade i Catalogue of Life.